# Bataille de Maiduguri (25 janvier 2015)
Pour les articles homonymes, voir Bataille de Maiduguri.
Insurrection de Boko Haram
La bataille de Maiduguri du 25 janvier 2015 se déroule pendant l'insurrection de Boko Haram.

## Déroulement
À l'aube du 25 janvier 2015, les forces de Boko Haram lancent une offensive sur Maiduguri, la capitale de l'État de Borno. Elle intervient alors que la veille, le président nigérian Goodluck Jonathan s'était rendu dans la ville pour tenir un meeting,. Le combat s'engage pendant la nuit entre 2 heures et 5 heures du matin selon les témoins,. Les djihadistes attaquent le faubourg de Njimtilo, situé à cinq kilomètres de Maiduguri, et plus au nord ils assaillent également la ville de Monguno,,,.
L'armée nigériane réplique et engage notamment avions et hélicoptères, au moins un bombardement est effectué. Les milices d'autodéfense de la Civilian Joint Task Force interviennent également et érigent des barrages à l'intérieur de la ville,.
Le couvre-feu est déclaré, les civils ont interdiction de sortir de chez eux, certains sont cependant évacués de la zone des combats.
Les djihadistes sont finalement repoussés et se replient sur Mainok et sur Auno, à une douzaine de kilomètres. Cependant la ville de Monguno, située à 130 kilomètres plus au nord, est conquise le même jour par Boko Haram,. 5 000 réfugiés de cette localité atteignent Maiduguri le lendemain. Si l'attaque contre Maiduguri a été repoussée, avec la prise de Monguno la capitale de l'État de Borno se retrouve encore un peu plus encerclée, seule la route de Damaturu demeure alors libre.

## Les pertes
Le lendemain du combat, Bello Duku, correspondant de RFI affirme avoir vu une centaine de corps à la morgue de l'hôpital de Maiduguri : « Je suis allé à l’hôpital ce matin et j’ai vu environ une centaine de corps : des miliciens de Boko Haram, mais aussi des soldats de l’armée nigériane. Certains des corps avaient des uniformes, d’autres pas. Je dirais que la plupart des morts sont des jeunes hommes dont certains presque des enfants. Ce sont des combattants de Boko Haram ».